# Commerce 200 1969
Commerce 200 1969 var ett stockcarlopp ingående i Nascar Grand National Series (nuvarande Nascar Cup Series) som kördes 2 november 1969 på den 0,5 mile (805m) långa ovalbanan Jefco Speedway i Jefferson i Georgia. Totalt avverkades 100 miles (160.934 km) fördelat på 200 varv. Banunderlaget var asfalt. Loppet vanns av Bobby Isaac i en Dodge på tiden 1:10.30 körande för K&K Insurance Racing. Isaacs snitthastighet uppgick till 85,106 mph. Prispotten uppgick till 8 075 dollar, varav 1 350 dollar gick till segraren.

## Resultat
| Plc     | Nr | Förare           | Team/ bilägare              | Konstruktör | Start | Varv | Ledda varv |
| ------- | -- | ---------------- | --------------------------- | ----------- | ----- | ---- | ---------- |
| 1       | 71 | Bobby Isaac      | K&K Insurance Racing        | Dodge       | 2     | 200  | 138        |
| 2       | 17 | David Pearson    | Holman Moody                | Ford        | 1     | 200  | 62         |
| 3       | 43 | Richard Petty    | Petty Enterprises           | Ford        | 3     | 198  | 0          |
| 4       | 98 | LeeRoy Yarbrough | Junior Johnson & Associates | Ford        | 4     | 196  | 0          |
| 5       | 06 | Neil Castles     | Neil Castles                | Dodge       | 5     | 191  | 0          |
| 6       | 64 | Elmo Langley     | Langley-Woodfield Racing    | Ford        | 8     | 189  | 0          |
| 7       | 39 | Friday Hassler   | Friday Hassler              | Chevrolet   | 7     | 188  | 0          |
| 8       | 19 | Bill Champion    | Champion Racing             | Ford        | 9     | 188  | 0          |
| 9       | 10 | Henley Gray      | Gray Racing                 | Ford        | 17    | 181  | 0          |
| 10      | 21 | Jabe Thomas      | Robertson Racing            | Plymouth    | 12    | 180  | 0          |
| 11      | 01 | E.J. Trivette    | E.C. Reid                   | Chevrolet   | 19    | 180  | 0          |
| 12      | 47 | Cecil Gordon     | Gordon Racing               | Ford        | 20    | 178  | 0          |
| 13      | 70 | J.D. McDuffie    | McDuffie Racing             | Buick       | 18    | 178  | 0          |
| 14      | 34 | Wendell Scott    | Scott Racing                | Ford        | 21    | 177  | 0          |
| 15      | 57 | Johnny Halford   | Ervin Pruitt                | Dodge       | 13    | 177  | 0          |
| 16      | 26 | Earl Brooks      | Earl Brooks                 | Ford        | 22    | 176  | 0          |
| 17      | 45 | Bill Seifert     | Seifert Racing              | Ford        | 14    | 173  | 0          |
| 18      | 76 | Ben Arnold       | Don Culpepper               | Ford        | 16    | 171  | 0          |
| 19      | 69 | Larry Baumel     | Allan Schlauer              | Ford        | 10    | 171  | 0          |
| 20      | 4  | John Sears       | DeWitt Racing               | Ford        | 11    | 170  | 0          |
| 21      | 12 | Pete Hazelwood   | Pete Hazelwood              | Ford        | 26    | 164  | 0          |
| 22      | 30 | Dave Marcis      | Milt Lunda                  | Dodge       | 6     | 160  | 0          |
| 23      | 0  | Frank Warren     | Don Tarr                    | Chevrolet   | 15    | 126  | 0          |
| 24      | 48 | James Hylton     | Hylton Engineering          | Dodge       | 25    | 98   | 0          |
| 25      | 9  | Roy Tyner        | Roy Tyner                   | Pontiac     | 24    | 97   | 0          |
| 26      | 82 | Mack Sellers     | Mack Sellers                | Chevrolet   | 23    | 78   | 0          |
| 27      | 23 | James Cox        | Robertson Racing            | Ford        | 27    | 42   | 0          |
| Källor: |    |                  |                             |             |       |      |            |